# Marc Wagemakers
Marc Wagemakers est un footballeur belge né le 7 juin 1978 à Maaseik (Belgique).

## Palmarès
- Saint-Trond VV
  - Champion de 2e division belge en 2009.